# Wijk aan Zee (turniej szachowy)
Turniej szachowy Tata Steel Chess jest jednym z najsłynniejszych turniejów, który rozgrywany jest corocznie w holenderskim mieście Wijk aan Zee z udziałem najsilniejszych szachistów świata, zazwyczaj w drugiej połowie stycznia bądź na przełomie stycznia i lutego.
Pierwszy z turniejów sponsorowanych przez produkującą stal i aluminium holenderską firmę Hoogovenstoernooi rozegrano w 1938 w Beverwijk. Od 1968 rozgrywki organizowane są w Wijk aan Zee, gdzie szybko zdobyły renomę jednego z najsilniej obsadzonych cyklicznych turniejów z udziałem szachowej elity. Po połączeniu, w 1999, dotychczasowego sponsora z brytyjską firmą British Steel i powstaniu firmy Corus Group w latach 2000–2010 imprezy odbywały się pod szyldem nowego sponsora jako Corus Chess Tournament. Po kolejnej fuzji, w 2011 festiwal przyjął nazwę Tata Steel Chess.
Turniej główny (A) rozgrywany jest systemem kołowym. Na przestrzeni lat liczba zawodników wynosiła od 10 do 16. Wśród zwycięzców turnieju znajdują się najwybitniejsi szachiści, w tym wielu mistrzów świata. Oprócz turnieju głównego, rozgrywane są również imprezy niższej rangi, jak arcymistrzowskie turnieje B i C oraz kolejne grupy turniejowe. Łącznie w całym festiwalu bierze udział kilkaset szachistów.
Rekordzistą pod względem liczby zwycięstw jest Magnus Carlsen, który w Wijk aan Zee zwyciężał ośmiokrotnie. Na liście zawodników, którzy rozegrali najdłuższą serię partii bez przegranej (70, w latach 1998–2004), pierwsze miejsce zajmuje Indyjczyk Viswanathan Anand, będący jednocześnie pięciokrotnym zwycięzcą turnieju. Czterokrotnie w Wijk aan Zee triumfowali Max Euwe, Lajos Portisch, Wiktor Korcznoj i Lewon Aronian, natomiast trzykrotnie Garri Kasparow, Johannes Hendrikus Donner, Jefim Geller i John Nunn.

## Zwycięzcy turniejów
| - 1938 – Philip Bakker - 1939 – Nicolaas Cortlever - 1940 – Max Euwe - 1941 – Arthur Wijnans - 1942 – Max Euwe - 1943 – Arnold van den Hoek - 1944 – Theo van Scheltinga - 1946 – Albéric O’Kelly de Galway - 1947 – Theo van Scheltinga - 1948 – Lodewijk Prins - 1949 – Savielly Tartakower - 1950 – Johannes Hendrikus Donner - 1951 – Herman Pilnik - 1952 – Max Euwe - 1953 – Nicolas Rossolimo - 1954 – Hans Bouwmeester i Vasja Pirc - 1955 – Borislav Milić - 1956 – Gideon Ståhlberg - 1957 – Aleksandar Matanović - 1958 – Max Euwe i Johannes Hendrikus Donner - 1959 – Friðrik Ólafsson - 1960 – Bent Larsen i Tigran Petrosjan - 1961 – Bent Larsen i Borislav Ivkov - 1962 – Petar Trifunović - 1963 – Johannes Hendrikus Donner - 1964 – Paul Keres i Iivo Nei - 1965 – Lajos Portisch i Jefim Geller - 1966 – Lew Poługajewski - 1967 – Boris Spasski | - 1968 – Wiktor Korcznoj - 1969 – Michaił Botwinnik i Jefim Geller - 1970 – Mark Tajmanow - 1971 – Wiktor Korcznoj - 1972 – Lajos Portisch - 1973 – Michaił Tal - 1974 – Walter Browne - 1975 – Lajos Portisch - 1976 – Ljubomir Ljubojević i Friðrik Ólafsson - 1977 – Giennadij Sosonko i Jefim Geller - 1978 – Lajos Portisch - 1979 – Lew Poługajewski - 1980 – Walter Browne i Yasser Seirawan - 1981 – Giennadij Sosonko i Jan Timman - 1982 – John Nunn i Jurij Bałaszow - 1983 – Ulf Andersson - 1984 – Ołeksandr Bielawski i Wiktor Korcznoj - 1985 – Jan Timman - 1986 – Nigel Short - 1987 – Nigel Short i Wiktor Korcznoj - 1988 – Anatolij Karpow - 1989 – Viswanathan Anand, Predrag Nikolić, Zoltán Ribli i Gyula Sax - 1990 – John Nunn - 1991 – John Nunn - 1992 – Boris Gelfand i Walerij Sałow - 1993 – Anatolij Karpow - 1994 – Predrag Nikolić - 1995 – Aleksiej Driejew - 1996 – Wasyl Iwanczuk - 1997 – Walerij Sałow - 1998 – Władimir Kramnik i Viswanathan Anand - 1999 – Garri Kasparow |

### Corus

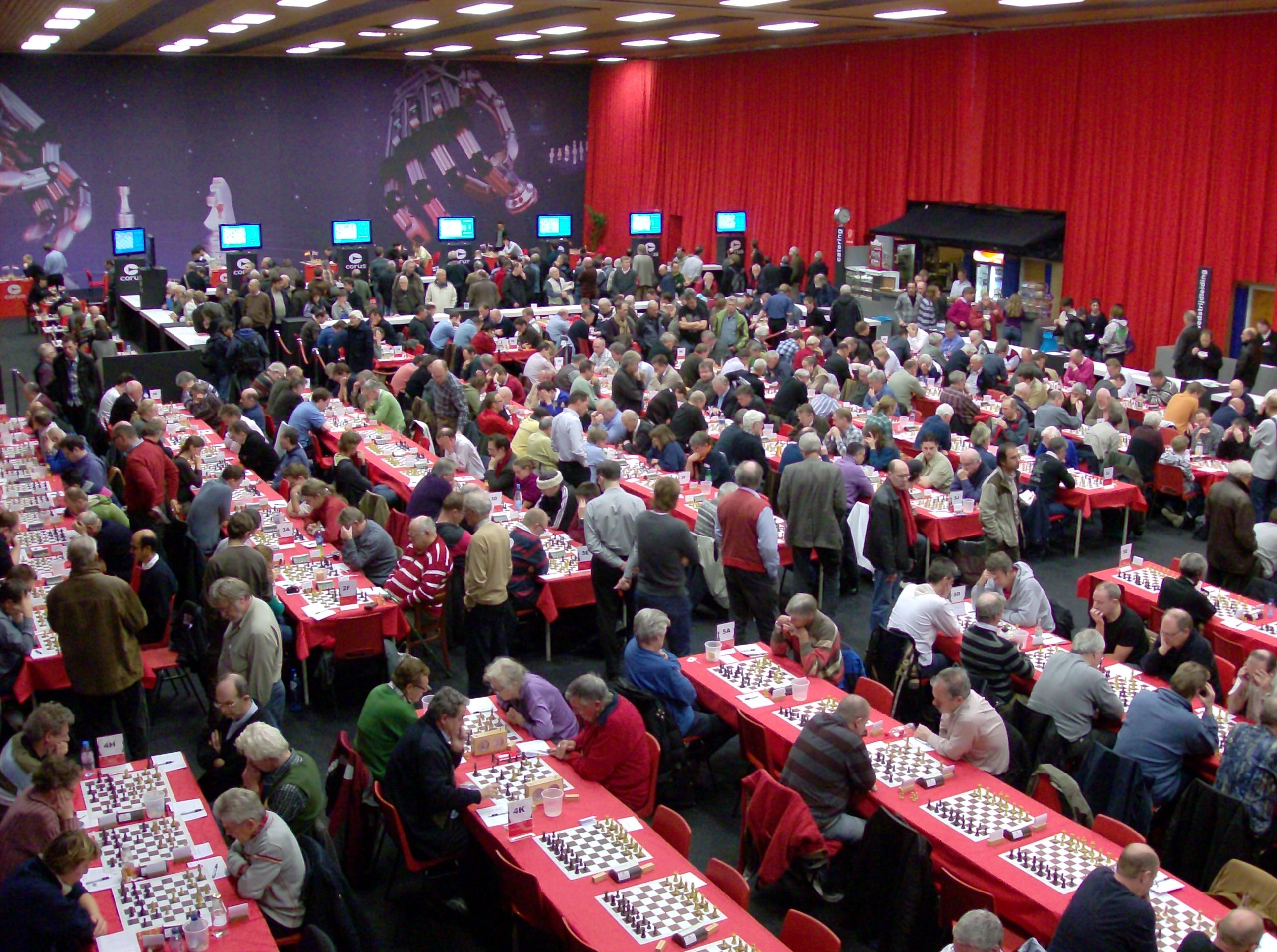
Widok na salę turniejową (2010)

| Rok  | Turniej A                                    | Turniej B                                           | Turniej C                    |
| ---- | -------------------------------------------- | --------------------------------------------------- | ---------------------------- |
| 2000 | Garri Kasparow                               | Siergiej Tiwiakow Aleksander Oniszczuk Borys Awruch | –                            |
| 2001 | Garri Kasparow                               | Michaił Gurewicz                                    | –                            |
| 2002 | Jewgienij Bariejew                           | Michał Krasenkow                                    | Ian Rogers Andrei Istrățescu |
| 2003 | Viswanathan Anand                            | Zhang Zhong                                         | –                            |
| 2004 | Viswanathan Anand                            | Lázaro Bruzón Batista                               | Magnus Carlsen               |
| 2005 | Péter Lékó                                   | Siergiej Kariakin                                   | Władimir Georgiew            |
| 2006 | Weselin Topałow Viswanathan Anand            | Magnus Carlsen Aleksandr Motylow                    | Suat Atalık                  |
| 2007 | Lewon Aronian Teymur Rəcəbov Weselin Topałow | Pawło Eljanow                                       | Michał Krasenkow             |
| 2008 | Lewon Aronian Magnus Carlsen                 | Siergiej Mowsesjan                                  | Fabiano Caruana              |
| 2009 | Siergiej Kariakin                            | Fabiano Caruana                                     | Wesley So                    |
| 2010 | Magnus Carlsen                               | Anisz Giri                                          | Li Chao                      |

### Tata Steel
| Rok  | Turniej A                 | Turniej B                         | Turniej C        |
| ---- | ------------------------- | --------------------------------- | ---------------- |
| 2011 | Hikaru Nakamura           | Luke McShane David Navara         | Daniele Vocaturo |
| 2012 | Lewon Aronian             | Pentala Harikrishna               | Maksim Turow     |
| 2013 | Magnus Carlsen            | Arkadij Naiditsch Richárd Rapport | Sabino Brunello  |
| 2014 | Lewon Aronian             | Ivan Šarić                        | –                |
| 2015 | Magnus Carlsen            | Wei Yi                            | –                |
| 2016 | Magnus Carlsen            |                                   |                  |
| 2017 | Wesley So                 |                                   |                  |
| 2018 | Magnus Carlsen            |                                   |                  |
| 2019 | Magnus Carlsen            |                                   |                  |
| 2020 | Fabiano Caruana           |                                   |                  |
| 2021 | Jorden van Foreest        |                                   |                  |
| 2022 | Magnus Carlsen            |                                   |                  |
| 2023 | Anisz Giri                |                                   |                  |
| 2024 | Wei Yi                    |                                   |                  |
| 2025 | Rameshbabu Praggnanandhaa |                                   |                  |